# Gamonal
Gamonal è una località spagnola di 940 abitanti situata nel comune di Talavera de la Reina (provincia di Toledo, comunità autonoma di Castiglia-La Mancia). È stata comune autonomo fino agli anni sessanta.